# Саут Оровил (Калифорнија)
Саут Оровил (енгл. South Oroville) насељено је место без административног статуса у америчкој савезној држави Калифорнија.

## Демографија
По попису из 2010. године број становника је 5.742, што је 1.953 (-25,4%) становника мање него 2000. године.
| Група             | 2000.         | 2010.         |
| Белци             | 4.953 (64,4%) | 3.078 (53,6%) |
| Афроамериканци    | 375 (4,9%)    | 406 (7,1%)    |
| Азијати           | 980 (12,7%)   | 885 (15,4%)   |
| Хиспаноамериканци | 769 (10,0%)   | 851 (14,8%)   |
| Укупно            | 7.695         | 5.742         |